# Salminus
Genre
Salminus est un genre de poissons de la famille des Bryconidae et de l'ordre des Characiformes.  

## Liste d'espèces
Selon FishBase (8 juin 2015) :
- Salminus affinis Steindachner, 1880
- Salminus brasiliensis (Cuvier, 1816)
- Salminus franciscanus Lima & Britski, 2007
- Salminus hilarii Valenciennes, 1850